# Jozo Stanić
Jozo Stanić (Augusta, 6 aprile 1999) è un calciatore croato, difensore del San Gallo.

## Biografia
Nato in Germania, è in possesso del passaporto croato.

## Carriera

### Club
Ha giocato nelle giovanili dell'Augusta, club con il quale nel luglio del 2018 ha firmato il suo primo contratto professionistico valido fino al 2022 ed è stato assegnato alla squadra riserve in Regionalliga. Il 10 febbraio 2019 ha esordito in prima squadra nell'incontro di Bundesliga perso 4-0 contro il Werder Brema.
Nell'agosto 2020 ha rinnovato il contratto per un'ulteriore stagione ed è stato ceduto in prestito in terza divisione allo Zwickau. La stagione seguente è passato con la stessa formula al Wehen Wiesbaden e nel 2022 al Varaždin.
Al termine del suo contratto con il club tedesco, nel giugno del 2023 è stato tesserato dal San Gallo.

### Nazionale
Ha giocato nella nazionale tedesca Under-16 e nella nazionale croata Under-19.

## Statistiche

### Presenze e reti nei club
Statistiche aggiornate al 20 dicembre 2023.
| Stagione        | Squadra         | Campionato      | Campionato | Campionato | Coppe nazionali | Coppe nazionali | Coppe nazionali | Coppe continentali | Coppe continentali | Coppe continentali | Altre coppe | Altre coppe | Altre coppe | Totale | Totale | Totale |
| Stagione        | Squadra         | Comp            | Pres       | Reti       | Comp            | Pres            | Reti            | Comp               | Pres               | Reti               | Comp        | Pres        | Reti        | Pres   | Reti   |        |
| --------------- | --------------- | --------------- | ---------- | ---------- | --------------- | --------------- | --------------- | ------------------ | ------------------ | ------------------ | ----------- | ----------- | ----------- | ------ | ------ | ------ |
| 2017-2018       | Augusta II      | RL              | 1          | 0          |                 | -               | -               |                    | -                  | -                  |             | -           | -           | 1      | 0      |        |
| 2018-2019       | Augusta II      | RL              | 28         | 0          |                 | -               | -               |                    | -                  | -                  |             | -           | -           | 28     | 0      |        |
| 2019-2020       | Augusta II      | RL              | 14         | 1          |                 | -               | -               |                    | -                  | -                  |             | -           | -           | 14     | 1      |        |
| 2018-2019       | Augusta         | BL              | 1          | 0          | CG              | 0               | 0               |                    | -                  | -                  |             | -           | -           | 1      | 0      |        |
| 2019-2020       | Augusta         | BL              | 0          | 0          | CG              | 0               | 0               |                    | -                  | -                  |             | -           | -           | 0      | 0      |        |
| 2020-2021       | Zwickau         | 3L              | 36         | 1          | CG              | 0               | 0               |                    | -                  | -                  |             | -           | -           | 36     | 1      |        |
| 2021-2022       | Wehen Wiesbaden | 3L              | 25         | 0          | CG              | 0               | 0               |                    | -                  | -                  |             | -           | -           | 25     | 0      |        |
| 2021-2022       | Varaždin        | 1.HNL           | 31         | 0          | CC              | 1               | 0               |                    | -                  | -                  |             | -           | -           | 32     | 0      |        |
| 2023-2024       | San Gallo       | SL              | 9          | 0          | CS              | 0               | 0               |                    | -                  | -                  |             | -           | -           | 9      | 0      |        |
| Totale carriera | Totale carriera | Totale carriera | 145        | 2          |                 | 1               | 0               |                    | -                  | -                  |             | -           | -           | 146    | 2      |        |